# Johann Rehle

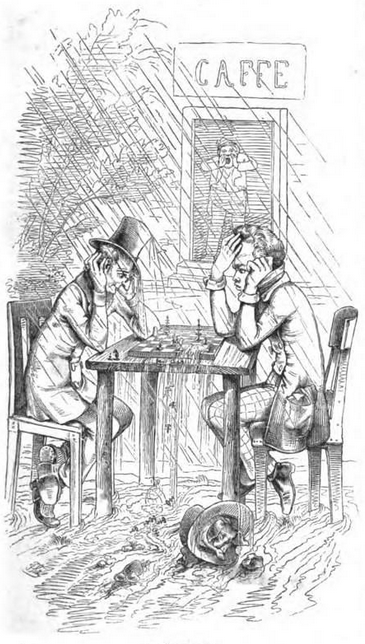
Schach!!, Illustration in den Fliegenden Blättern, 1845

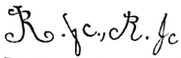
Monogramm von Johann Rehle

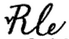
Weiteres Monogramm von Johann Rehle

Johann Rehle (* 1814 in Neuburg an der Donau; † 20. Dezember 1846 in München) war ein deutscher Maler, Illustrator und Xylograf.

## Leben
Bereits als Kind zeigte Johann Rehle künstlerisches Talent, als er mit der schweren Schneiderschere seines Vaters geschickt Silhouettenporträts und Charakterfiguren ausschnitt. Er besuchte eine Akademie in München und lernte dort Kaspar Braun kennen, der ihn für die Holzschneidekunst (Xylographie) gewann.
Gemeinsam gingen Rehle und Braun im Jahre 1838 nach Paris, um bei Louis-Henri Brévière ihre Fertigkeiten in der Xylographie weiter zu verbessern.
Nach ihrer Rückkehr gründete Kaspar Braun zunächst zusammen mit Hofrat Georg von Dessauer eine xylographische Anstalt, aus der ab 1843 der Verlag Braun & Schneider hervorging. Für Publikationen dieser Unternehmen fertigte Johann Rehle Holzschnitte an.
Im Jahr 1845 verließ Rehle das Atelier Braun & Schneider, um zusammen mit E. Roller eine eigene Unternehmung zu gründen. Johann Rehle starb jedoch bereits am 20. Dezember 1846.

## Künstlerische Arbeiten
Johann Rehle schnitt einen großen Teil der Illustrationen zu einer Prachtausgabe des Nibelungenliedes (Stuttgart 1840, Cotta'sche Buchhandlung), einer Ausgabe des Götz von Berlichingen und zu einer Ausgabe von Friedrich Schillers Braut von Messina.
Weitere Holzschnitte lieferte Rehle für die Fliegenden Blätter, die Münchener Bilderbogen und für verschiedene Kinderbücher, darunter das Buch für fromme Kinder (München 1844, Braun & Schneider).